# Ізабель (ураган)
Урага́н Ізабе́ль (англ. Hurricane Isabel) — найруйнівніший атлантичний тропічний ураган сезону 2003 року. Це був ураган 5 категорії, дев'ятий названий циклон та п'ятий ураган сезону. Він сформувався 6 вересня з тропічної хвилі над Атлантичним океаном, після чого рухався на північний захід, підсилюючись через умови слабкого градієнту вітру і теплого моря, та 11 вересня досяг максимальної швидкості вітру 74 м/с. Після коливань інтенсивності протягом чотирьох днів, циклон дещо втратив силу і 18 вересня зіштовхнувся з сушею в районі Зовнішніх мілин Північної Кароліни із вітрами швидкістю 49 м/с. Над землею циклон швидко втратив силу і наступного дня перетворився на позатропічний циклон.
У Північній Кароліні циклон змив частину острову Гаттерас, утворивши прохід у ньому, та викликав значні руйнування на Зовнішніх мілинах, знищивши або пошкодивши тисячі будинків. Після цього циклон пройшов над Вірджинією в районі Гемптон-Роудс, також викликавши значні руйнування та велику кількість жертв, і досяг Ричмонда й Вашингтона. На кілька днів значна частина Вірджинії була залишена без електрики, а повені завдали ще більших збитків. В результаті близько 6 млн осіб на деякий час залишилися без електрики, збитки склали 3,6 млрд доларів США за цінами того року, 16 людей загинуло безпосередньо від урагану, а ще 35 загинуло унаслідок викликаних ним проблем.
| Погода | Це незавершена стаття з метеорології. Ви можете допомогти проєкту, виправивши або дописавши її. |